# Семирічка
Семирі́чка — село в Україні, в Гайсинській міській громаді Гайсинського району Вінницької області. Розташоване на обох берегах річки Самець-Річка (притока Собу) за 15,5 км на північний схід від міста Гайсин та за 2 км від автошляху Р33. Населення становить 288 осіб (станом на 1 січня 2015 р.).

## Історія
Село вперше згадується в історичних джерелах XVIII століття.
7 (20) листопада 1917 року, відповідно до Третього Універсалу Української Центральної Ради, увійшло до складу Української Народної Республіки.
За радянських часів у селі розміщувалася центральна садиба колгоспу ім. Дзержинського. Земельні угіддя колгоспу становили 2970 га, в т. ч. близько 1870 га орної землі. Виробничий напрям — зерно-буряковий та м'ясо-молочний.
12 червня 2020 року, відповідно до розпорядження Кабінету Міністрів України № 707-р «Про визначення адміністративних центрів та затвердження територій територіальних громад Вінницької області», село увійшло до складу Гайсинської міської територіальної громади.
19 липня 2020 року, в результаті адміністративно-територіальної реформи та ліквідації Гайсинського району (1923—2020), село увійшло до складу новоутвореного Гайсинського району.
22 червня 2023 року рішенням Національної комісії зі стандартів державної мови віднесено до списку населених пунктів, які «можуть не відповідати лексичним нормам української мови», зокрема стосуватися «російської імперської чи колоніальної політики». Громаді рекомендовано обґрунтувати доцільність збереження поточної назви або запропонувати нову назву в установленому законодавством порядку.

## Населення

### Мова
Розподіл населення за рідною мовою за даними :
| Мова       | Кількість | Відсоток |
| ---------- | --------- | -------- |
| українська | 375       | 99.47%   |
| російська  | 2         | 0.53%    |
| Усього     | 377       | 100%     |

## Інфраструктура
Є початкова школа, клуб, бібліотека.

## Населення
У 1960-х роках становило 765 осіб. За переписом 2001 року становило 377 осіб.

## Галерея

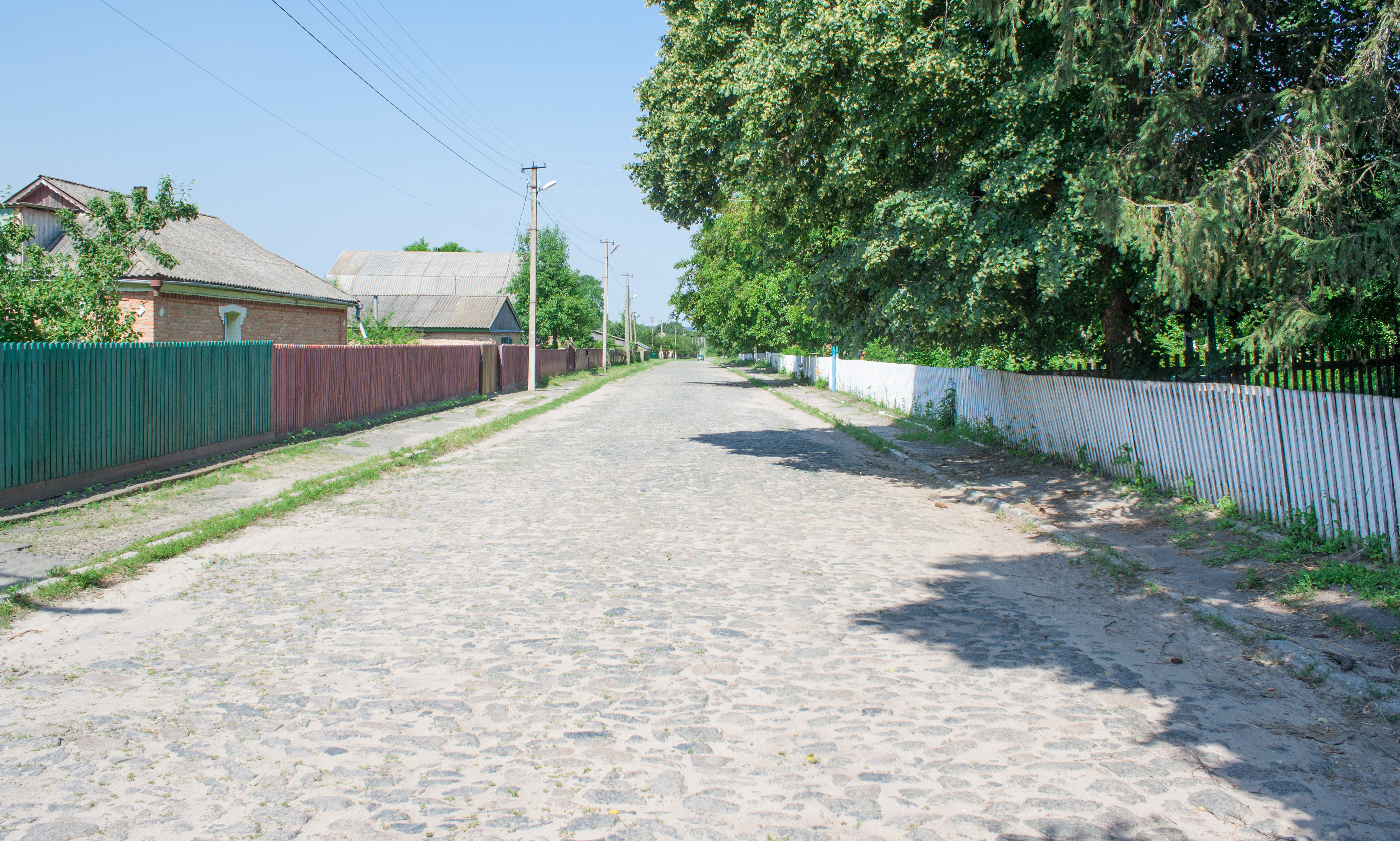
Вулиця 1-го Травня
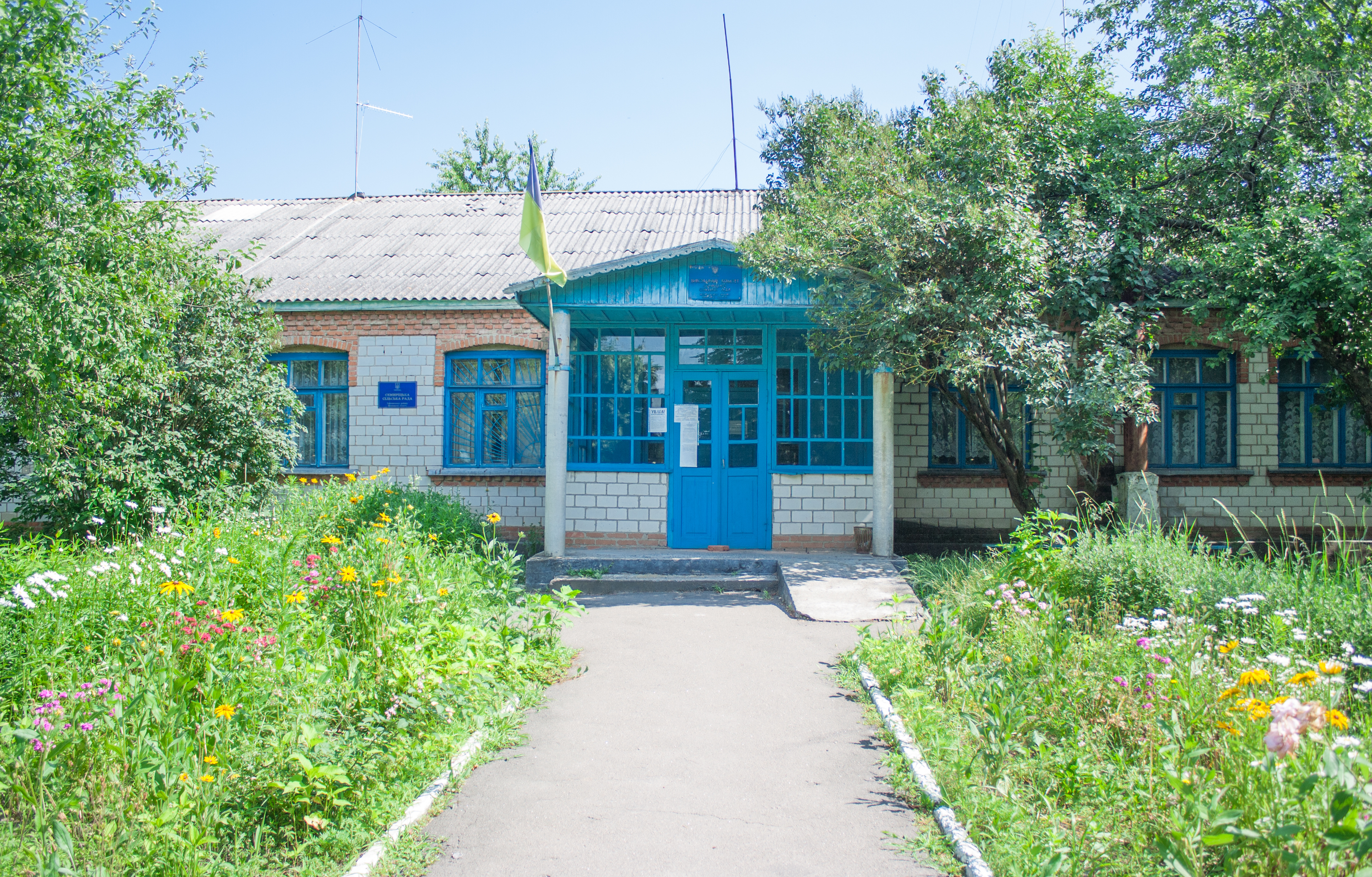
Сільська рада
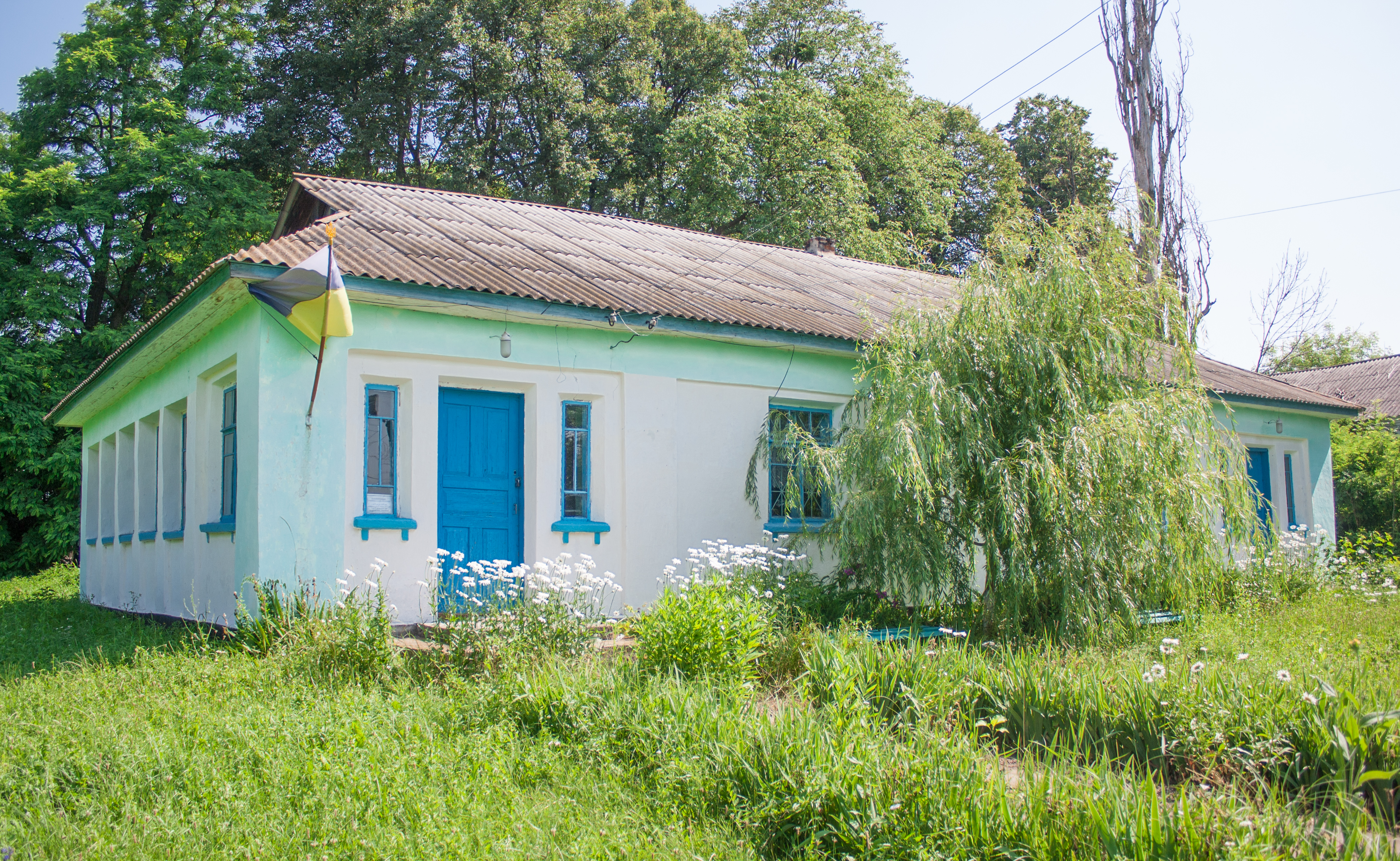
Клуб
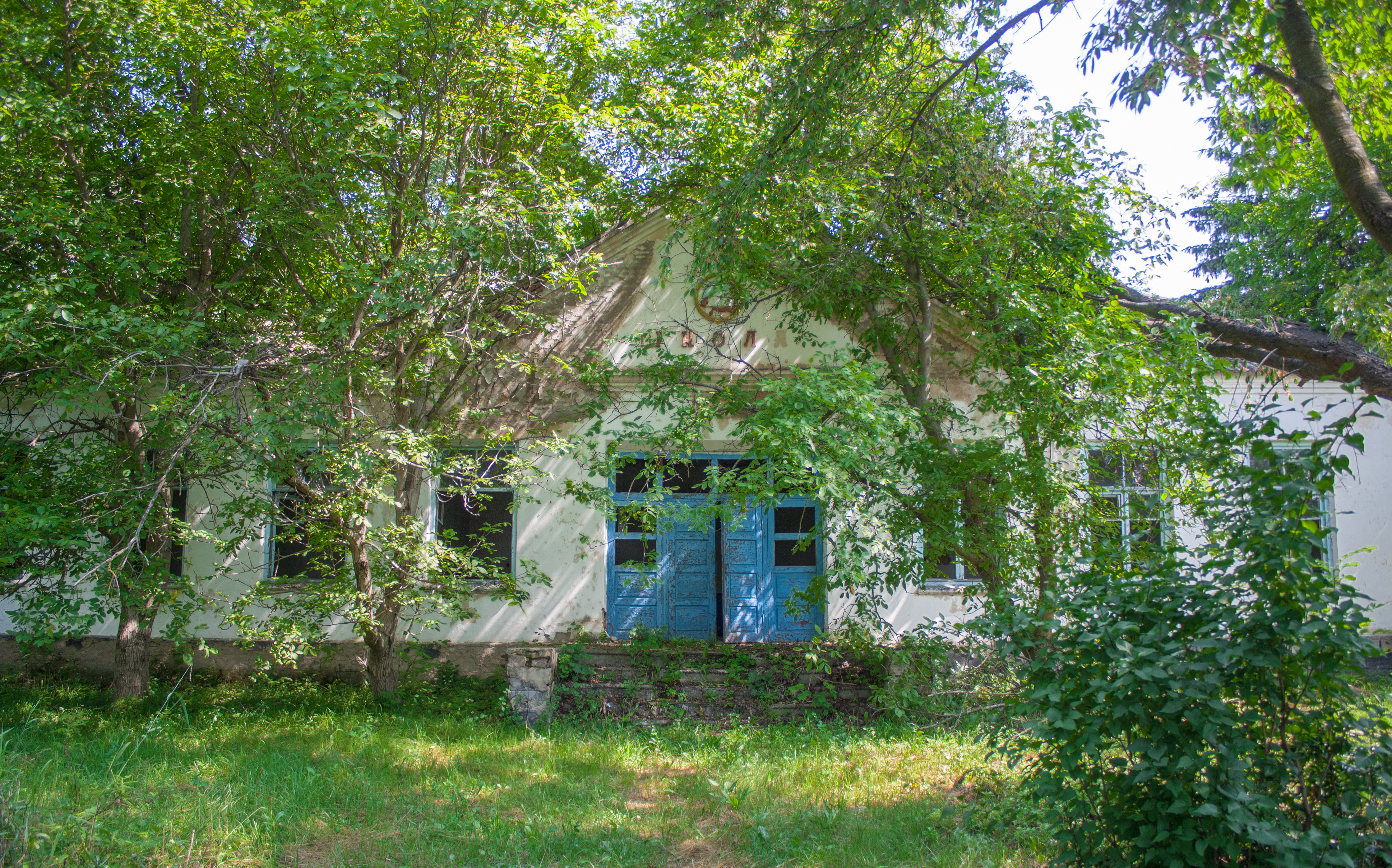
Школа
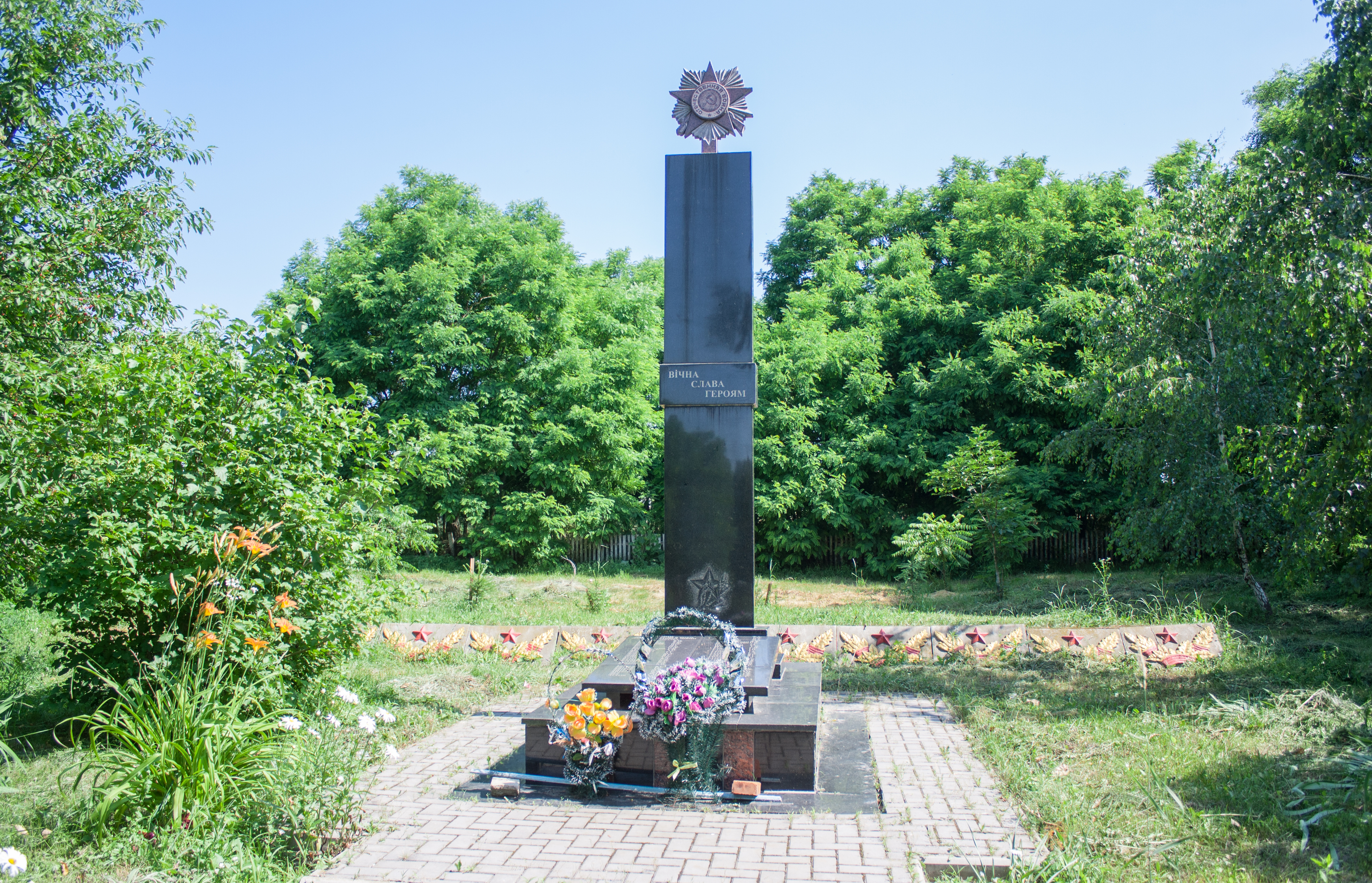
Пам’ятник воїнам-односельцям